# قلعه پورتسه
قلعه پورتسه (به استونیایی: Purtse mõis) (آلمانی: Alt-Isenhof) قلعه‌ای در شهرستان ایدا-ویرو، استونی است. این قلعه در قرن ۱۶ میلادی توسط شوالیه‌های محلی پورتسه ساخته شده است و معماری آن برای اواخر معماری گوتیک و اوایل دوره معماری رنسانس است. قلعه پورتسه در سال ۱۹۸۷ تا ۱۹۹۰ میلادی پس از چندین بار آتش‌سوزی بازسازی و تحت حمایت و حفاظت دولت استونی درآمد.

## نگارخانه

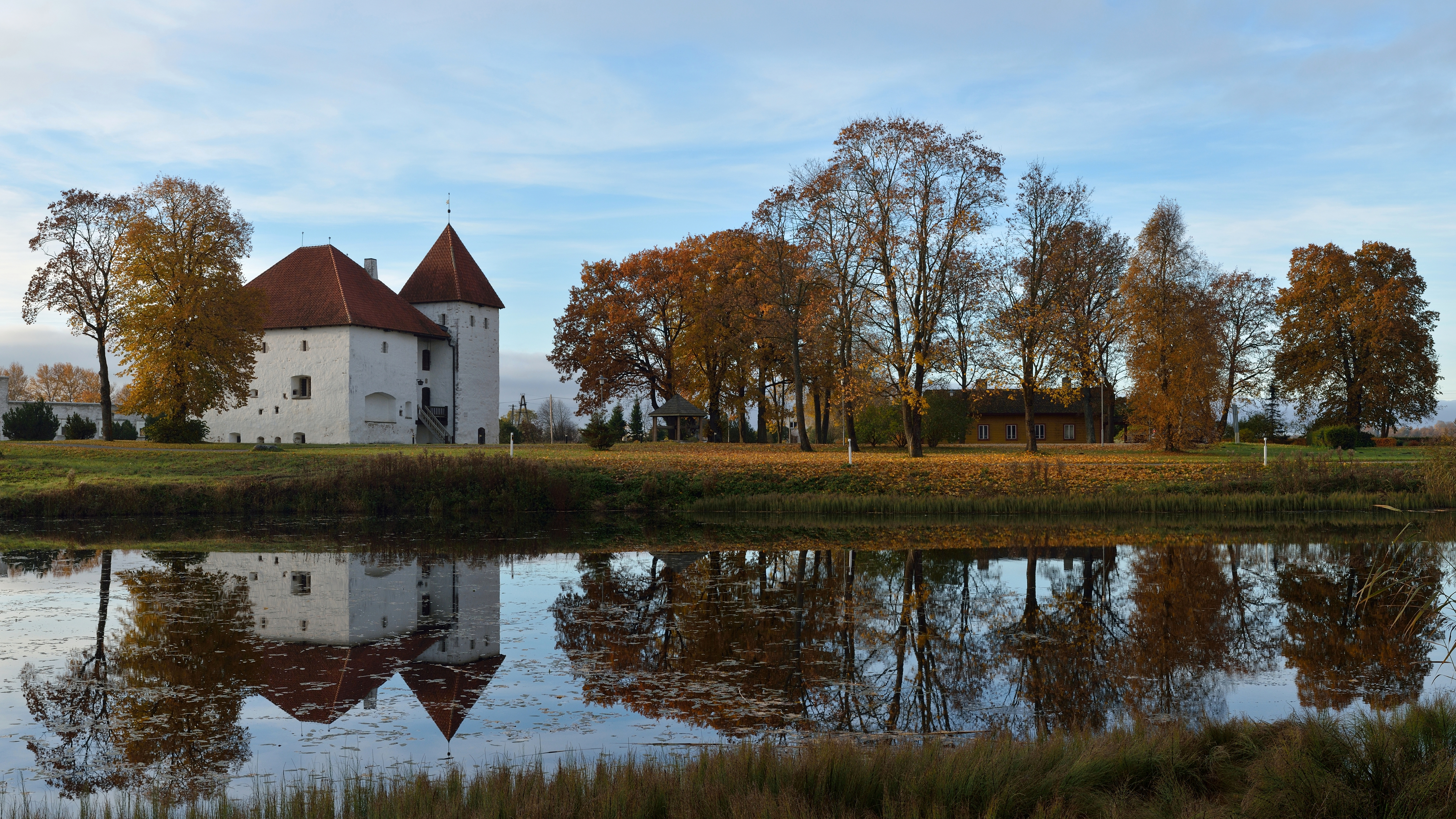
نمای بیرونی از فاصله دور
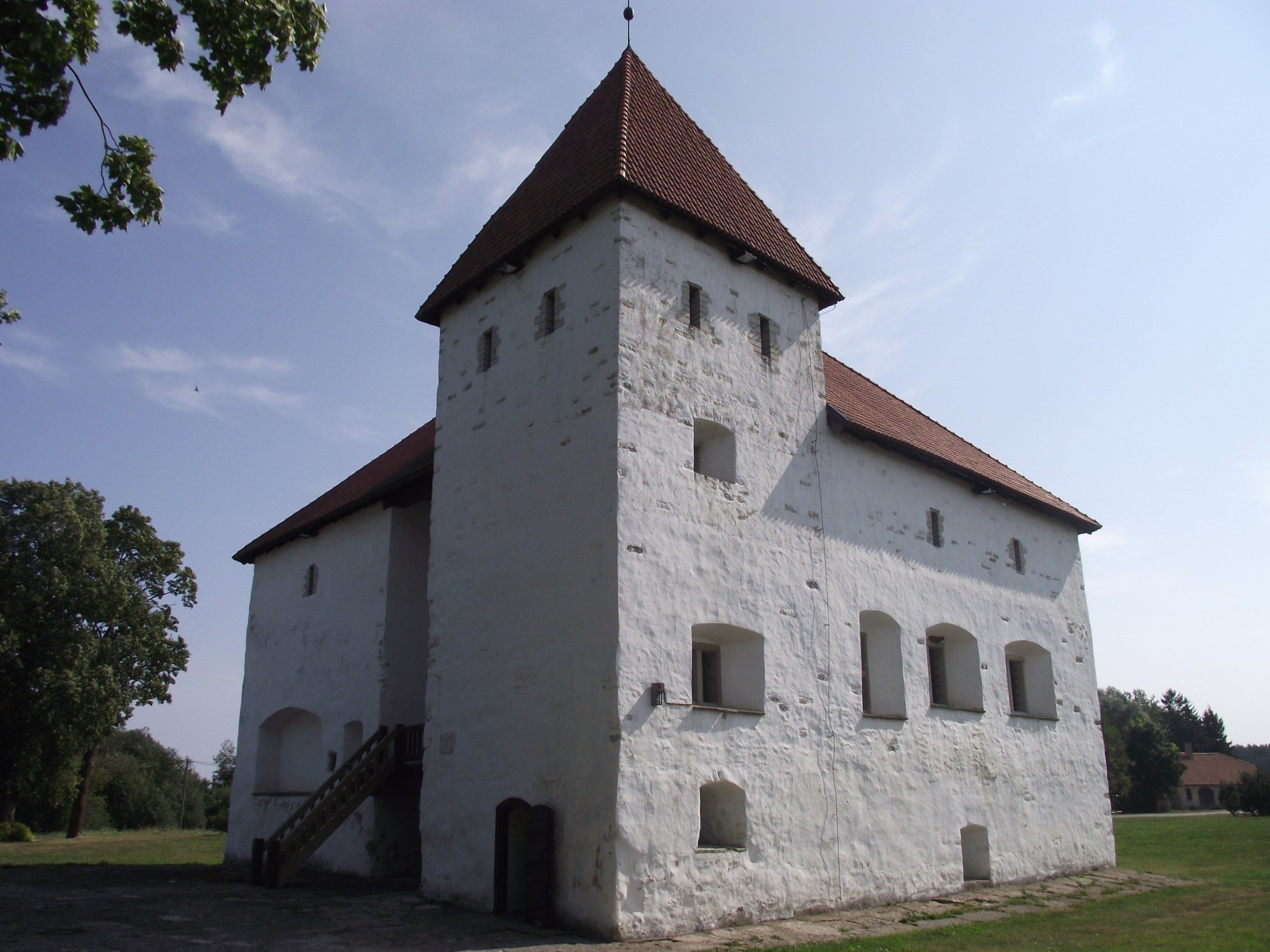
نمایی دیگر
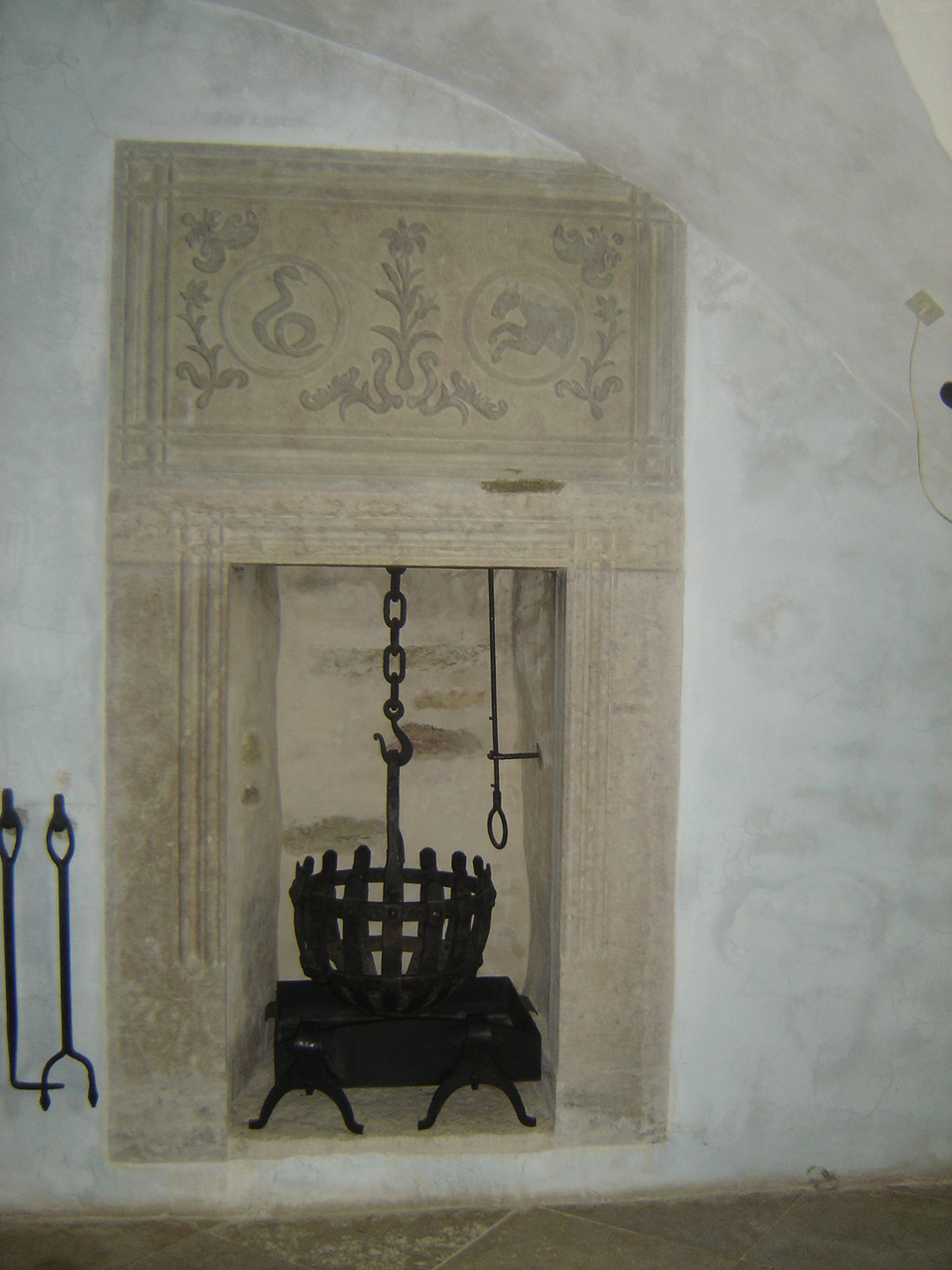
شومینه‌ای داخل قلعه
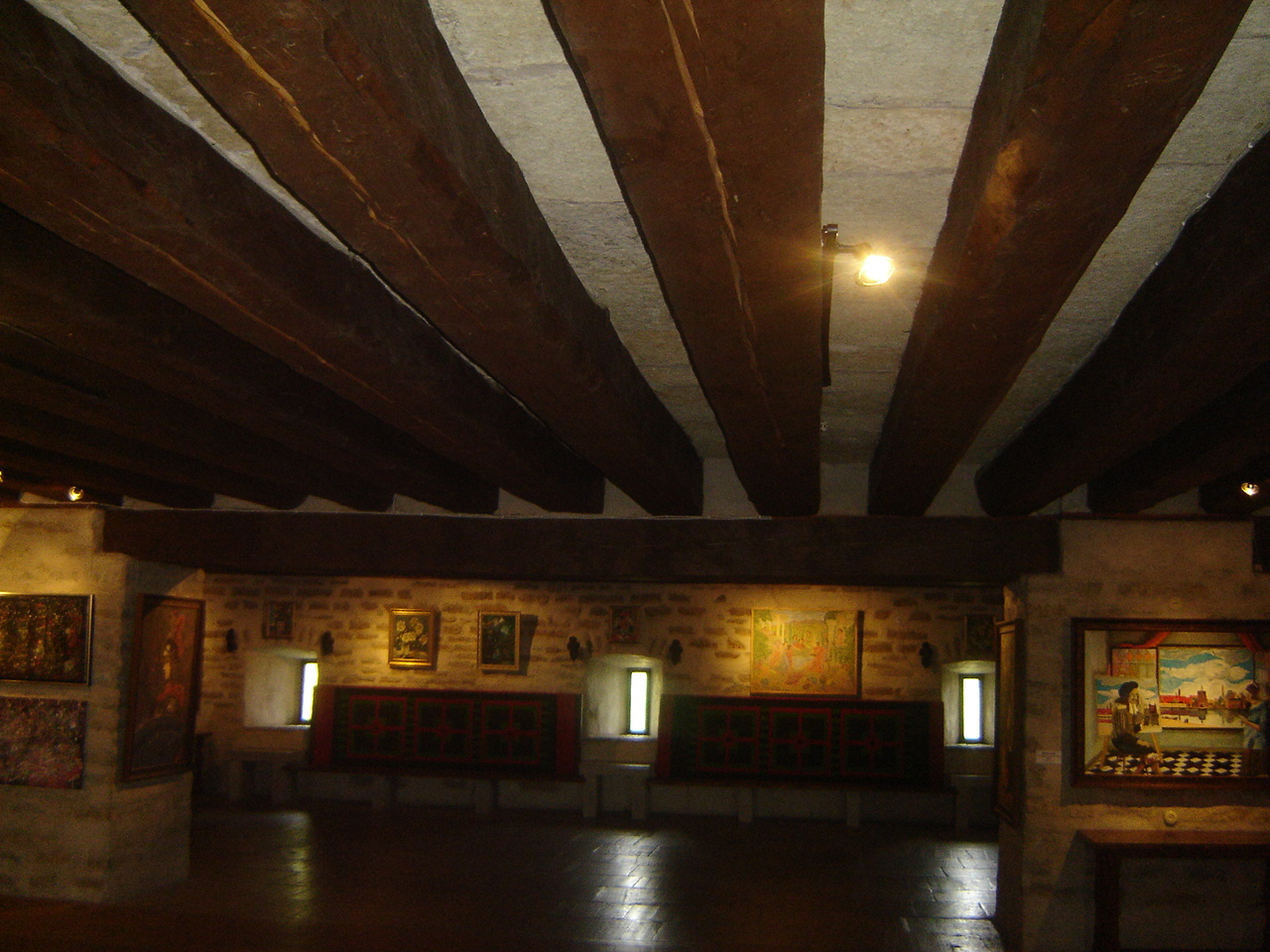
نمای داخلی